# Myotis peninsularis
Myotis peninsularis is een zoogdier uit de familie van de gladneuzen (Vespertilionidae). De wetenschappelijke naam van de soort werd voor het eerst geldig gepubliceerd door Miller in 1898.

## Voorkomen
De soort komt voor in Mexico.